# Мариныч, Иван Иванович
Иван Иванович Мариныч (1915—2000) — старший сержант Рабоче-крестьянской Красной Армии, участник Великой Отечественной войны, Герой Советского Союза (1945).

## Биография
Родился 8 мая 1915 года в селе Раисовка (ныне — Район имени Габита Мусрепова Северо-Казахстанской области Казахстана).
После окончания шести классов школы проживал и работал в городе Сарканд.
В июле 1941 года Мариныч был призван на службу в Рабоче-крестьянскую Красную Армию. С июля 1943 года — на фронтах Великой Отечественной войны.
К январю 1945 года гвардии старший сержант Иван Мариныч командовал орудием 289-го гвардейского стрелкового полка 97-й гвардейской стрелковой дивизии 5-й гвардейской армии 1-го Украинского фронта. Отличился во время освобождения Польши. 26-29 января 1945 года Мариныч участвовал в отражении немецких контратак на западном берегу Одера в районе города Бриг (ныне — Бжег). Только во время отражения одной из контратак расчёт Мариныча уничтожил 1 самоходную артиллерийскую установку, 2 пулемёта и 18 вражеских солдат и офицеров, ещё 2 взял в плен.
Указом Президиума Верховного Совета СССР от 27 июня 1945 года гвардии старший сержант Иван Мариныч был удостоен высокого звания Героя Советского Союза с вручением ордена Ленина и медали «Золотая Звезда».
После окончания войны Мариныч был демобилизован. Проживал в Бишкеке, работал на заводе.
Скончался 7 сентября 2000 года. Похоронен на Юго-Западном кладбище Бишкека.
Был также награждён орденами Отечественной войны 1-й и 2-й степеней, Славы 2-й и 3-й степеней, рядом медалей.